# 印度天主教教区列表

在印度的天主教教省

天主教在印度共三十个教省，其中包括廿三个拉丁礼教省、五個敘利亞-瑪拉巴禮教會和兩個敘利亞-瑪蘭卡禮天主教會教省。教省下為168個教區，其中131個屬拉丁禮，廿九個屬敘利亞-瑪拉巴禮教會，八個屬敘利亞-瑪蘭卡禮天主教會。

## 拉丁禮

### 天主教阿格拉总教区
- 天主教阿杰梅尔教区
- 天主教安拉阿巴德教区
- 天主教巴雷利教区
- 敘利亞-瑪拉巴禮天主教比傑諾爾教區
- 敘利亞-瑪拉巴禮天主教戈勒克布爾教區
- 天主教斋浦尔教区
- 天主教占西教区
- 天主教勒克瑙教区
- 天主教密拉特教区
- 天主教烏代布爾教區
- 天主教瓦拉纳西教区

### 天主教班加罗尔总教区
- 天主教贝尔高姆教区
- 天主教贝拉里教区
- 天主教吉格默格卢尔教区
- 天主教古尔伯加教区
- 天主教加尔瓦尔教区
- 天主教門格洛爾教區
- 天主教迈索尔教区
- 天主教希莫加教区
- 天主教烏都皮教區

### 天主教博帕尔总教区
- 天主教瓜廖尔教区
- 天主教印多尔教区
- 天主教贾巴尔普尔教区
- 天主教恰布瓦教区
- 天主教肯德瓦教区
- 敘利亞-瑪拉巴禮天主教烏賈恩教區
- 敘利亞-瑪拉巴禮天主教瑟德納教區
- 敘利亞-瑪拉巴禮天主教薩格爾教區

### 天主教孟买总教区
- 敘利亞-瑪拉巴禮天主教格利揚教區
- 天主教纳西克教区
- 天主教浦那教区
- 天主教瓦萨伊教区

### 天主教加尔各答总教区
- 天主教阿散索尔教区
- 天主教巴格多格拉教区
- 天主教巴鲁伊布尔教区
- 天主教大吉岭教区
- 天主教杰尔拜古里教区
- 天主教克里希讷格尔教区
- 天主教赖根杰教区

### 天主教克塔克暨布巴内斯瓦尔总教区
- 天主教巴拉索尔教区
- 天主教布拉马布尔教区
- 天主教劳尔克拉教区
- 天主教森伯尔布尔教区

### 天主教德里总教区
- 天主教查谟暨斯利那加教区
- 天主教贾朗达尔教区
- 天主教西姆拉暨昌迪加尔教区

### 天主教甘地讷格尔总教区
- 天主教艾哈迈达巴德教区
- 天主教巴罗达教区
- 敘利亞-瑪拉巴禮天主教拉傑果德教區

### 教東印度宗主教區
- 天主教辛杜杜爾格教區

### 天主教古瓦哈蒂总教区
- 天主教邦盖冈教区
- 天主教迪布鲁格尔教区
- 天主教迪普教区
- 天主教伊塔纳加教区
- 天主教米奥教区
- 天主教提斯浦尔教区

### 天主教海得拉巴总教区
- 天主教古德伯教区
- 天主教坎曼教区
- 天主教卡努尔教区
- 天主教纳尔贡达教区
- 天主教瓦朗加尔教区
- 敘利亞-瑪拉巴禮天主教阿迪拉巴德教區

### 天主教因帕尔总教区
- 天主教科希马教区

### 天主教马德拉斯暨梅拉普尔总教区
- 天主教京格尔布德教区
- 天主教哥印拜陀教区
- 天主教烏塔卡蒙德教區
- 天主教韦洛尔教区

### 天主教马杜赖总教区
- 天主教丁迪古尔教区
- 天主教科塔尔教区
- 天主教巴勒延戈代教区
- 天主教錫沃根加教區
- 天主教蒂鲁吉拉伯利教区
- 天主教杜蒂戈林教区

### 天主教那格浦尔总教区
- 天主教阿姆劳蒂教区
- 天主教奥兰加巴德教区
- 敘利亞-瑪拉巴禮天主教錢達教區

### 天主教巴特那总教区
- 天主教贝蒂亚教区
- 天主教帕格尔布尔教区
- 天主教伯格萨尔教区
- 天主教穆扎法尔布尔教区
- 天主教布尔尼亚教区

### 天主教本地治里暨古德洛尔总教区
- 天主教特尔默布里教区
- 天主教贡伯戈讷姆教区
- 天主教塞勒姆教区
- 天主教坦贾武尔教区

### 天主教赖布尔总教区
- 天主教安比加布尔教区
- 敘利亞-瑪拉巴禮天主教傑格德爾布爾教區
- 天主教杰什布尔教区
- 天主教赖格尔教区

### 天主教兰契总教区
- 天主教多尔顿根杰教区
- 天主教杜姆加教区
- 天主教古姆拉教区
- 天主教赫扎里巴克教区
- 天主教贾姆谢德布尔教区
- 天主教昆蒂教区
- 天主教布萊爾港教區
- 天主教錫姆代加教區

### 天主教西隆总教区
- 天主教阿加尔塔拉教区
- 天主教艾藻尔教区
- 天主教焦瓦伊教区
- 天主教農斯多因教區
- 天主教杜拉教区

### 天主教特里凡得琅总教区
- 天主教阿勒皮教区
- 天主教內亞丁格拉教區
- 天主教布訥盧爾教區
- 天主教奎隆教区

### 天主教韋拉博利總教區
- 天主教卡利卡特教区
- 天主教柯枝教区
- 天主教坎纳诺尔教区
- 天主教戈德布勒姆教区
- 天主教蘇爾坦貝特教區
- 天主教维杰亚布勒姆教区

### 天主教维萨卡帕特南总教区
- 天主教埃卢鲁教区
- 天主教贡土尔教区
- 天主教内洛尔教区
- 天主教斯里加古兰教区
- 天主教维杰亚瓦达教区

## 敘利亞-瑪拉巴禮

### 埃納庫拉姆暨安加馬里教省
- 敘利亞-瑪拉巴禮天主教埃納庫拉姆暨安加馬里大總教區
  - 敘利亞-瑪拉巴禮天主教伊杜基教區
  - 敘利亞-瑪拉巴禮天主教科塔曼格拉姆教區

### 金格納傑里教省
- 敘利亞-瑪拉巴禮天主教金格納傑里總教區
  - 敘利亞-瑪拉巴禮天主教根吉拉帕利教區
  - 敘利亞-瑪拉巴禮天主教巴萊教區
  - 敘利亞-瑪拉巴禮天主教圖卡萊教區

### 代利傑里教省
- 敘利亞-瑪拉巴禮天主教代利傑里總教區
  - 敘利亞-瑪拉巴禮天主教巴爾坦加迪教區
  - 敘利亞-瑪拉巴禮天主教珀德拉沃蒂教區
  - 敘利亞-瑪拉巴禮天主教馬嫩托迪教區
  - 敘利亞-瑪拉巴禮天主教門迪亞教區
  - 敘利亞-瑪拉巴禮天主教塔馬拉塞利教區

### 德里久爾教省
- 敘利亞-瑪拉巴禮天主教德里久爾總教區
  - 敘利亞-瑪拉巴禮天主教伊林賈勒古達教區
  - 敘利亞-瑪拉巴禮天主教巴爾卡德教區
  - 敘利亞-瑪拉巴禮天主教拉默納特布勒姆教區

### 戈德亞姆教省
- 敘利亞-瑪拉巴禮天主教戈德亞姆總教區

## 叙利亚-玛兰卡礼

### 特里凡得琅教省
- 叙利亚-玛兰卡礼天主教特里凡得琅大总教区
  - 敘利亞-瑪蘭卡禮天主教馬爾滕德姆教區
  - 敘利亞-瑪蘭卡禮天主教馬韋利克卡拉教區
  - 敘利亞-瑪蘭卡禮天主教帕塔南蒂塔教區

### 蒂鲁瓦尔拉教省
- 叙利亚-玛兰卡礼天主教蒂鲁瓦尔拉总教区
  - 敘利亞-瑪蘭卡禮天主教巴泰里教區
  - 敘利亞-瑪蘭卡禮天主教穆瓦特圖普扎教區
  - 敘利亞-瑪蘭卡禮天主教普圖爾教區
  - 敘利亞-瑪蘭卡禮天主教古爾岡教區